# Сарабанда
Сарабанда је полагани и достојанствени плес у 3/2 или 3/4 такту с нагласком или агогичким акцентом на другој доби. Оријенталног је порекла, а почетком XVI века продире у Шпанију , а одатле се шири и у остале европске земље. У Француској се јавља 1588, а у Енглеској почетком XVII века. У Шпанији је сарабанда – под називом зарабанда – у почетку била солистички плес ласцивног и изразито еротског садржаја, па није уживала углед озбиљне уметности. У доба ренесансе и барока постаје популарни дворски плес, а око 1650 - први пут у делима Ј. Ј. Фробергера – улази у инструменталну свиту као стални став између куранта и жиге.
Сарабанду су писали сви мајстори барокне свите. Највреднији примери настали су у склопу инструменталних свита Ј. С. Баха. Оперски композитори барока примењивали су облик сарабанде и у изградњи арија (Г. Ф. Хендл).